# Skala hyperdorycka
Skala hyperdorycka (także miksolidyjska) – siedmiostopniowa skala muzyczna wypracowana przez antyczną kulturę jońską. 
Jest skalą pochodną, która złożona jest z dźwięków skali doryckiej. Przedrostek hyper w nazwie znaczy nad; skala rozpoczyna się o kwartę wyżej niż skala podstawowa. Dzieli się na 2 tetrachordy. Zbudowana jest w kierunku opadającym. Inaczej mówiąc, jest to powszechnie znana naturalna skala durowa.
Skala współcześnie nie jest powszechnie używana. 
Poza piosenką Przyjaciel wie, śpiewaną przez Krzysztofa Antkowiaka (płyta pt. Dyskoteka Pana Jacka), skala miksolidyjska jest zawarta w refrenie The Man Who Sold The World Davida Bowie.